# Comisión Histórica de Texas

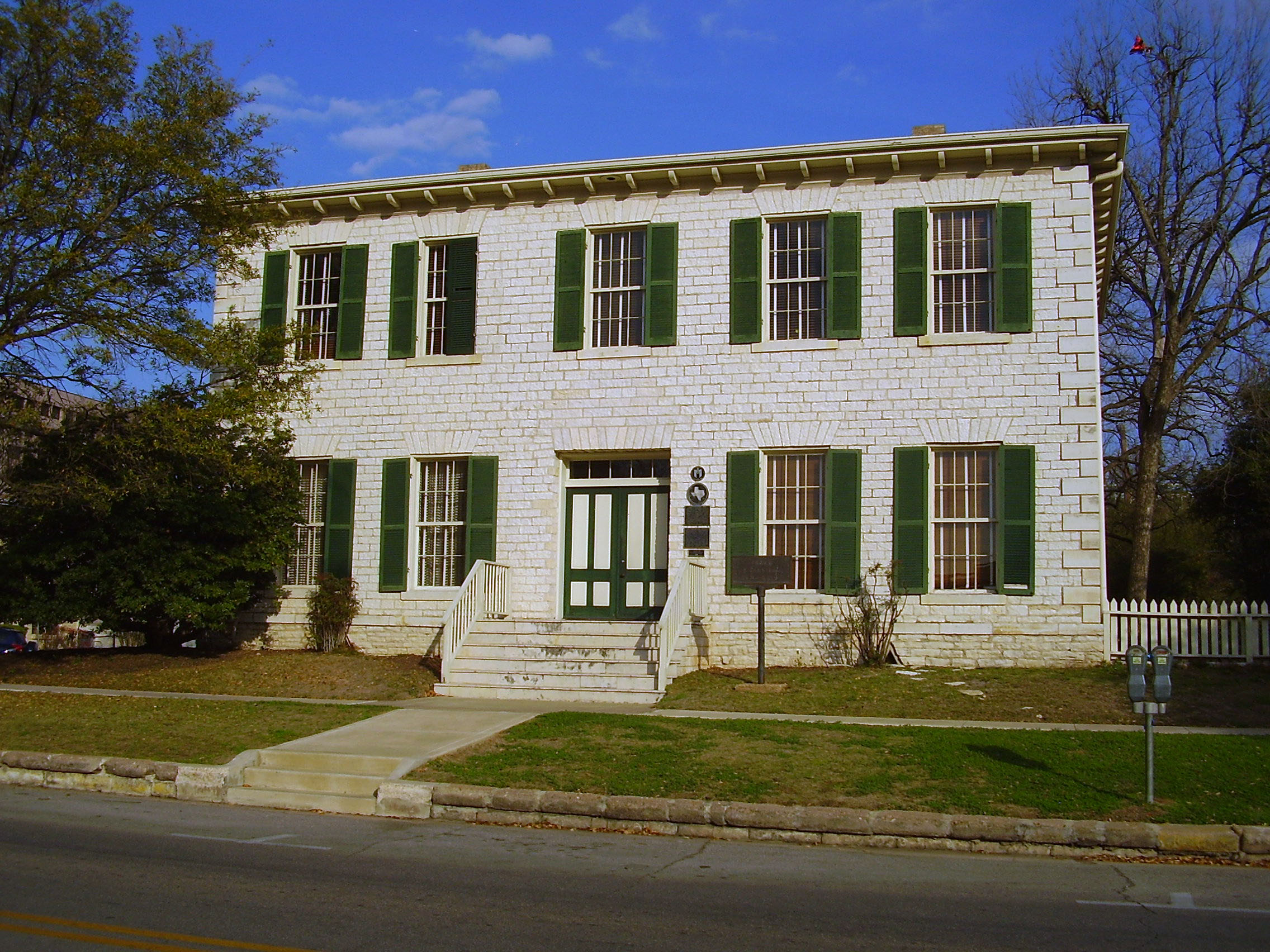
Casa Carrington-Covert.

Comisión Histórica de Texas (inglés: Texas Historical Commission, THC) es una agencia pública de Texas. THC tiene su sede en Downtown (EN) Austin. La sede tiene cinco edificios. Los edificios están Carrington-Covert House (EN) en 1511 Colorado Street, Sala Luther, Iglesia Gethesemane (EN), Edificio Elrose, y Edificio Christianson-Leberman. La comisión mantiene los lugares históricos del estado.

## Galería

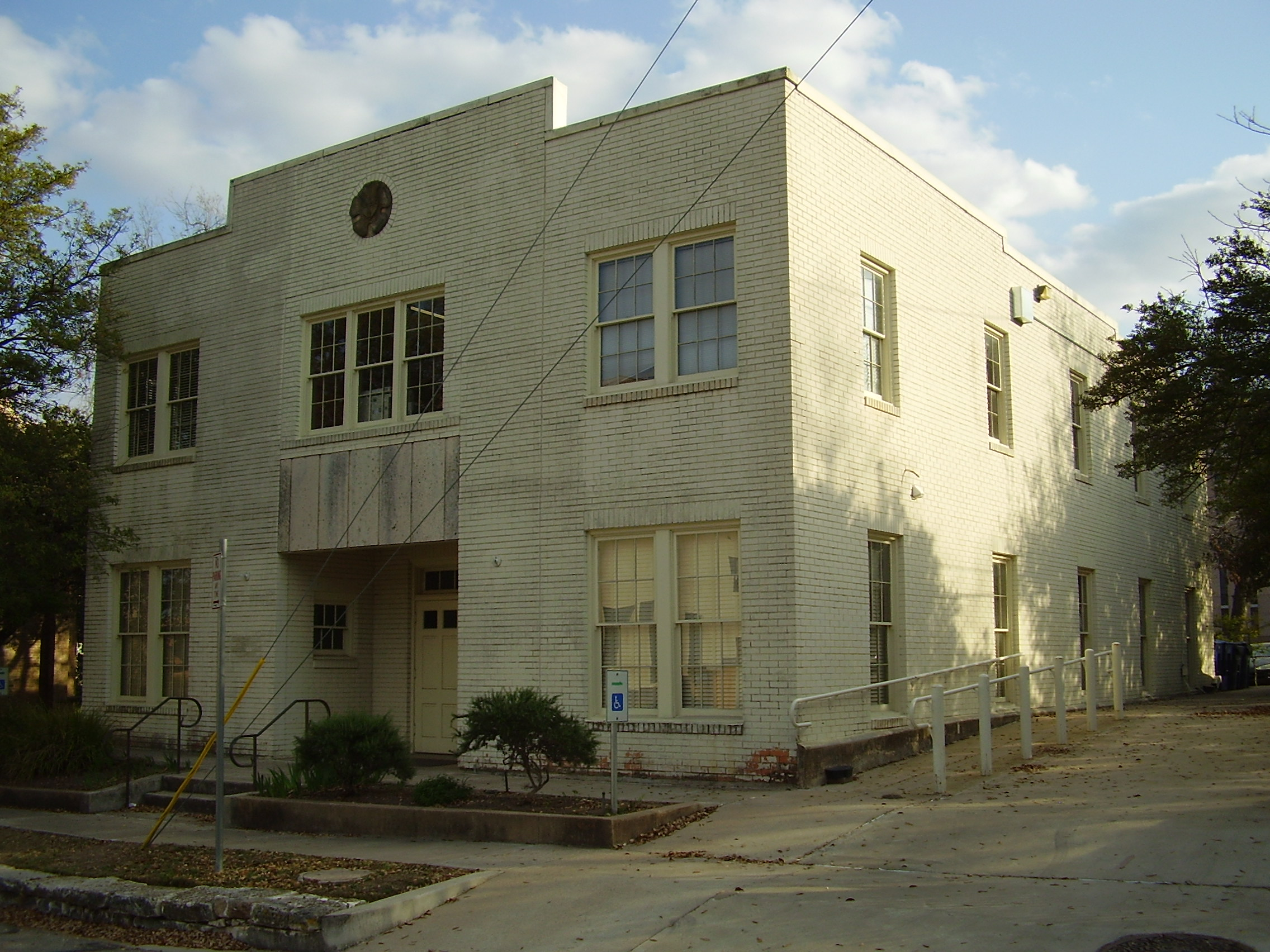
Sala Luther
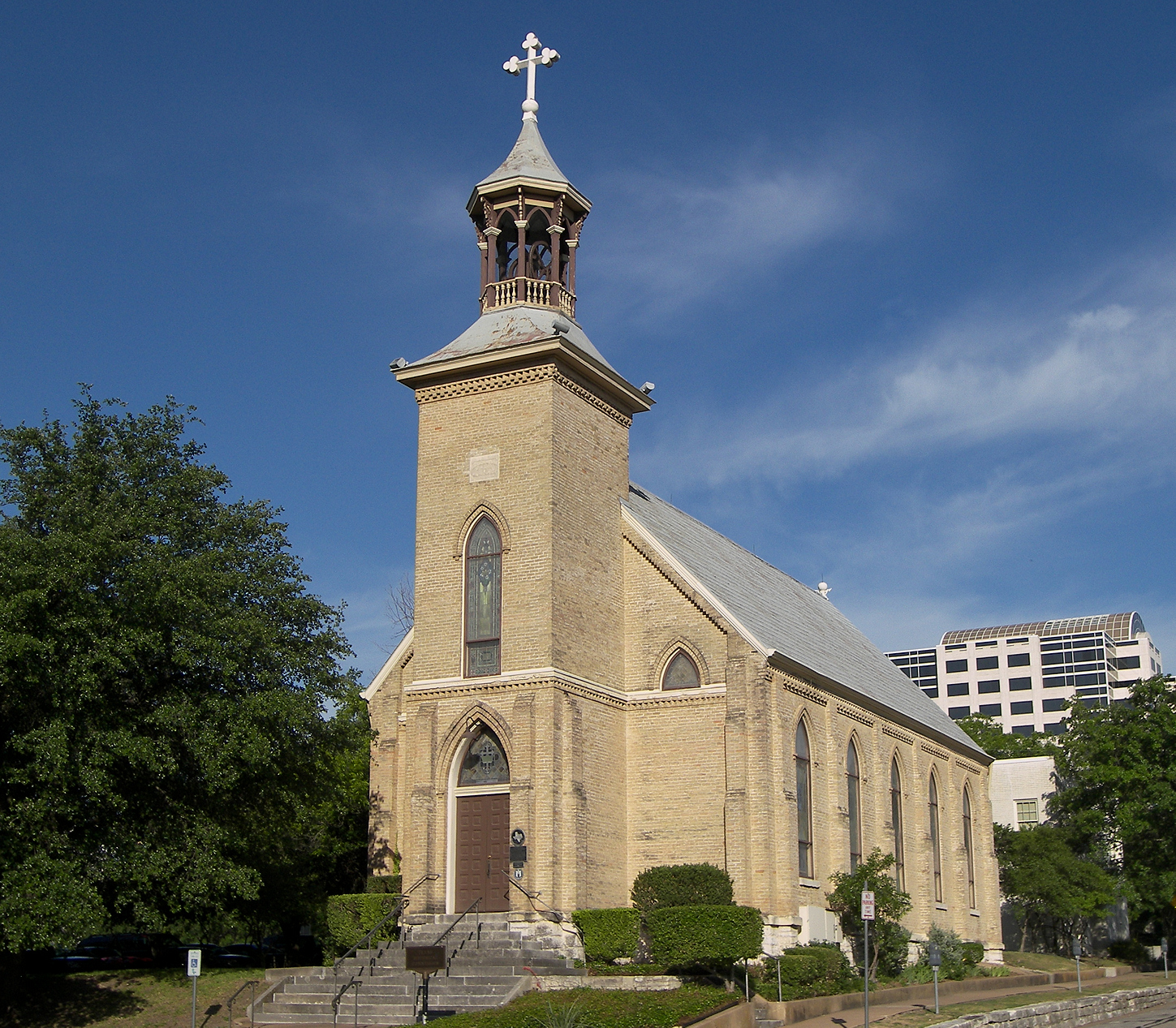
Iglesia Gethesemane
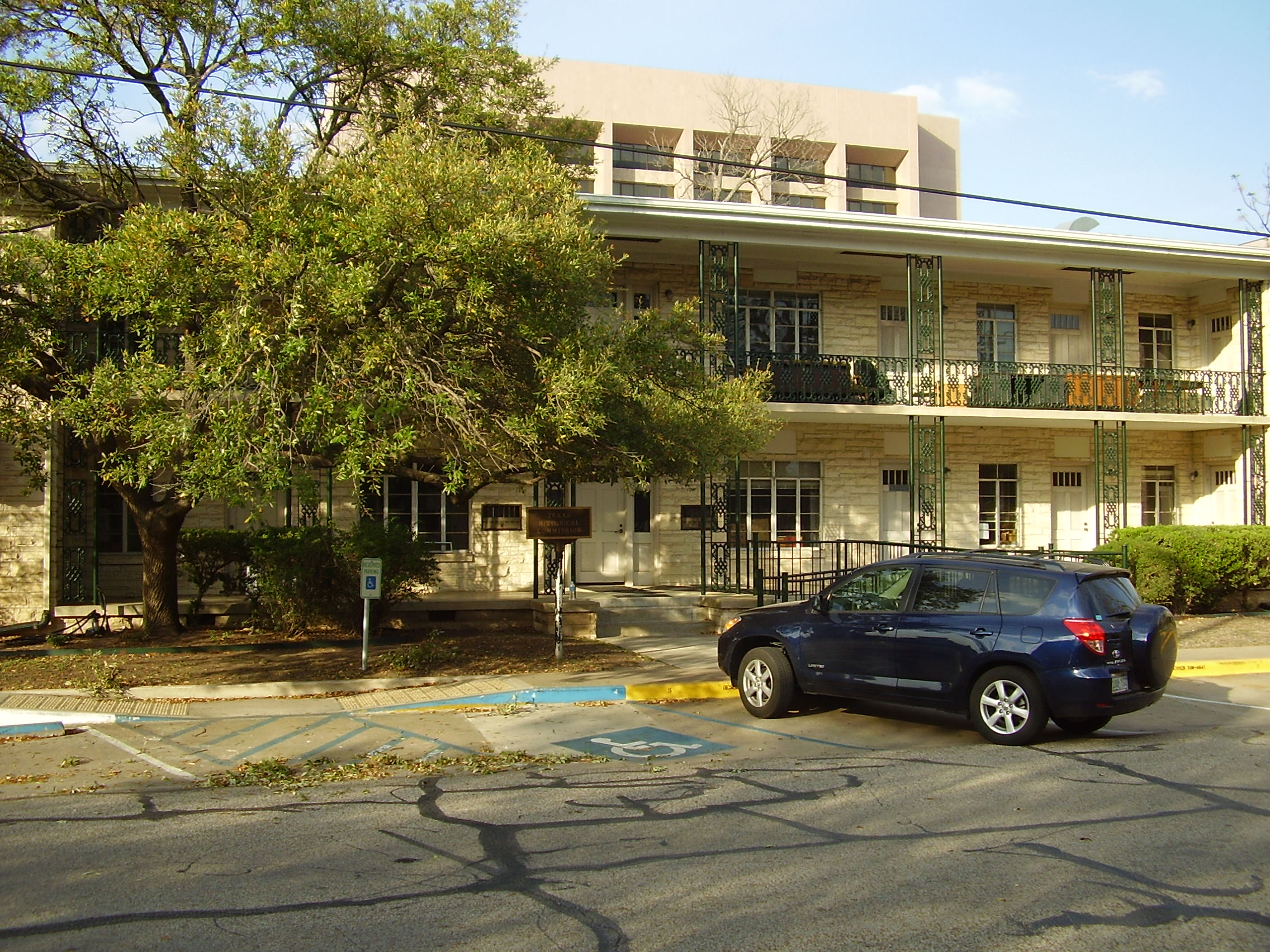
Edificio Elrose
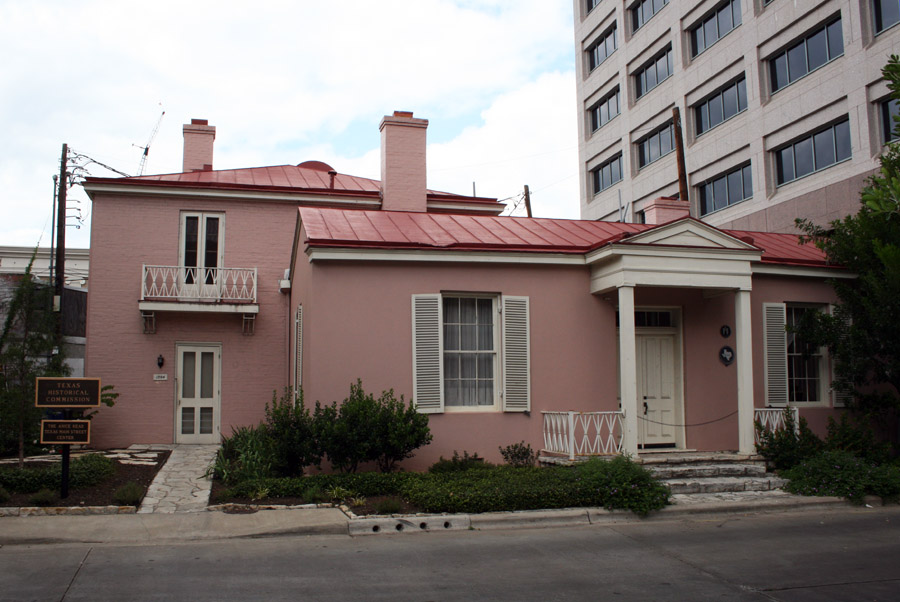
Edificio Christianson-Leberman
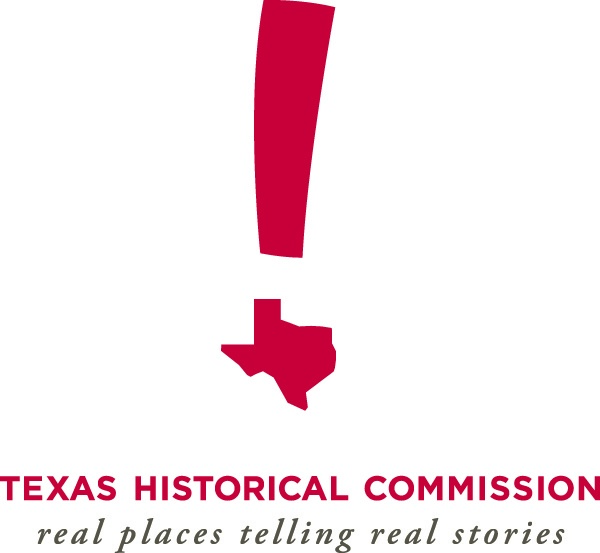
Logotipo de la THC